# Eveline Slavici
Eveline Slavici (ur. 7 grudnia 1932 w Bukareszcie) – rumuńska gimnastyczka, uczestniczka Igrzysk Olimpijskich w 1952 w Helsinkach. Na igrzyskach olimpijskich zajęła 85. miejsce w wieloboju gimnastycznym.
Jej syn Vlad Hagiu był reprezentantem Rumunii piłce wodnej, olimpijczykiem z 1996.